# Église Notre-Dame-du-Blankedelle d'Auderghem
L'église Notre-Dame-du-Blankedelle (en néerlandais : Onze-Lieve-Vrouw van Blankendellekerk) est un édifice religieux catholique situé dans le quartier Blankedelle, à Auderghem, commune orientale de la région de Bruxelles-Capitale (Belgique). De style moderne, l’église fut construite de 1968 à 1970. Elle correspond à la paroisse du quartier de Transvaal.

## Histoire
Durant la seconde moitié du XXe siècle une troisième église paroissiale s’avère nécessaire à Auderghem dans un quartier qui s’urbanise rapidement.  L’avenue des Héros, où fut construite l’église, fut créée en 1955. Dès 1958 des plans sont conçus dans le but de donner un lieu de culte à la nouvelle paroisse Notre Dame du Blankedelle. 
Un architecte de la paroisse de renommée nationale, Henri Lacoste, présenta son projet en octobre 1961, qui ne fut pas retenu, au regret général. 
Une autre proposition émanant des architectes Albert Debaecke et Pierre Pinsard reçut l'appui des instances ecclésiastiques de sorte que la construction put commencer à partir du 1er décembre 1968. L'église fut consacrée le 23 décembre 1970 et ouverte au culte par l’archevêque de Malines-Bruxelles, le cardinal Léon-Joseph Suenens.

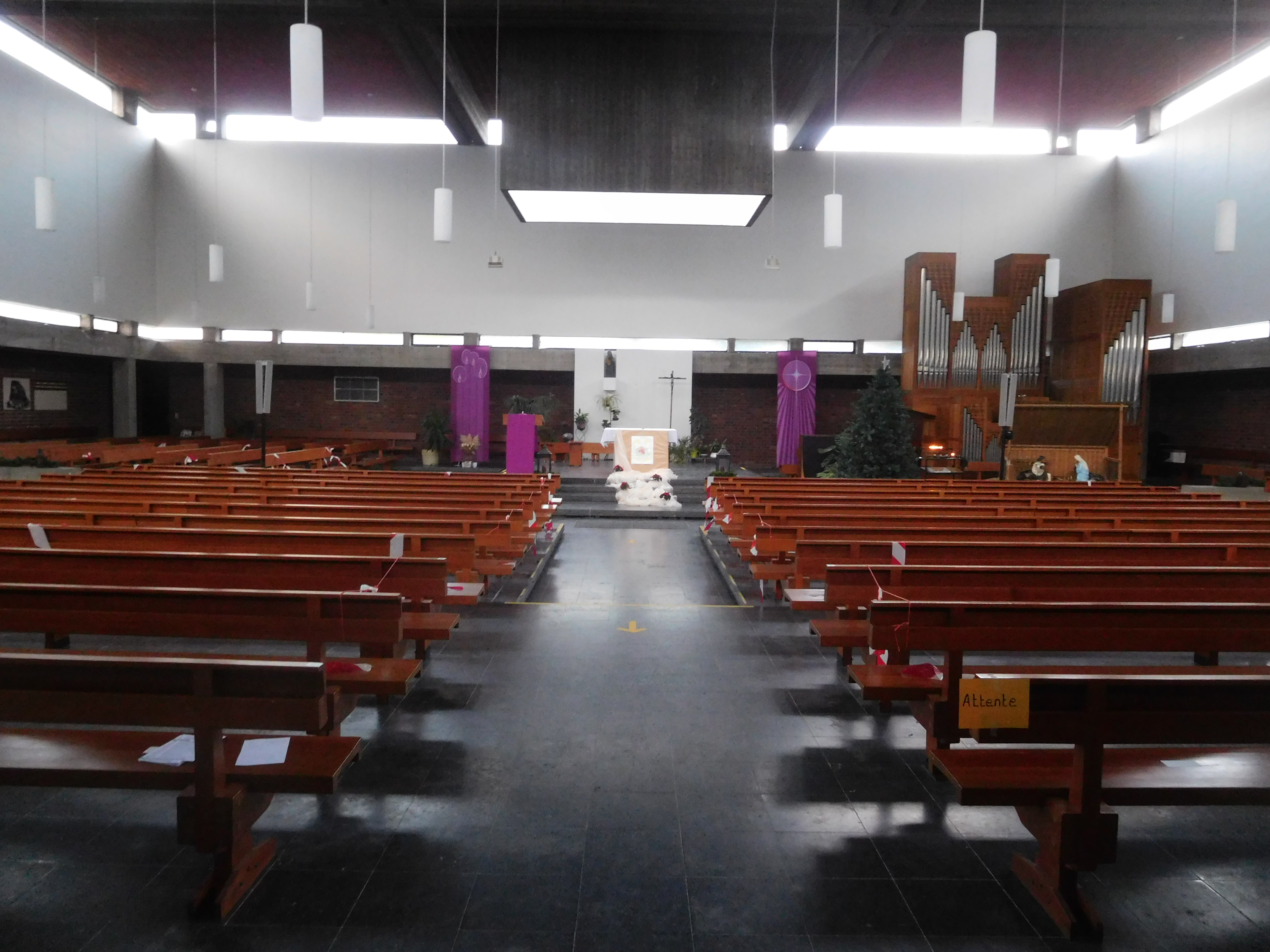
La nef de l'église, avec le puits de lumière au dessus de l'autel

## Description
Résolument moderne, l’église est un vaste quadrilatère carré entouré sur trois côtés d’une galerie couverte et fermée dont la partie longeant la façade forme le narthex.  Les quatre murs aveugles sont interrompus à quelques mètres sous le toit plat par une bande de verre faisant le tour du bâtiment, permettant à la lumière de pénétrer dans l’édifice. Au dessus du sanctuaire un puits de lumière cubique donne un éclairage particulier à l’autel. La tour purement ornementale - qui n’est pas clocher – se dresse comme un obélisque en bord de trottoir, totalement séparée de l’édifice.
L’intérieur est agencé suivant les nouvelles normes liturgiques introduites à l suite des réformes du concile Vatican II. L’assemblée y est circulaire. L’orgue se trouve en proximité de l’autel. 

## Patrimoine
- L'orgue de style classique sort des manufactures d'orgues de Bruxelles. Le facteur en est Patrick Collon.